# Интуитивна стрелба
Интуитивна стрелба в полицейската и военна подготовка означава започване и водене на огън с бързо изваждане на оръжието на късо разстояние (от 1 до 9 м) без премерване в целта.

## История
Първите сведения за практикуване на интуитивната стрелба водят началото си от 17 век в Северна Америка. Тогава по време на така нареченото покоряване на дивия Запад няма достатъчно силни организации, налагащи ред и закон. Водят се огромно количество престрелки по всевъзможни причини – от пиянски сбивания до организирани бандитски нападения.
По това време започват да се изясняват правилата на интуитивната стрелба по емпиричен начин. По метода на естествения подбор тези, които нямат правилна техника и поведение по време на стрелба, са бързо елиминирани. Този жесток процес на установяване правилата на интуитивната стрелба протича много бързо и търпи съществена еволюция с появата на все по-нови огнестрелни оръжия.
Съществена промяна на техниката и поведението при стрелба предизвиква появата на бездимните барути. Друга съществена промяна настъпва в края на 19 век, когато престрелките се пренасят предимно в градски условия. Сериозно внимание на интуитивната стрелба и нейното налагане като един от основните елементи на полицейската подготовка е обърнато през 60-те години на 20 век в САЩ, когато повишаването на смъртността, предизвикана от огнестрелно оръжие сред полицейските служители, предизвиква тревога сред управляващите кръгове. Прави се задълбочено проучване и анализ на методите на полицейска подготовка и прилагането им на практика. Проучването води до неочаквани резултати:
1. Най-добрите състезатели по спортна стрелба като процентно съотношение имат по-високо ниво на смъртност от средното.
2. След всяка преживяна престрелка вероятността от смъртен изход рязко намалява, за да достигне до 2 процента след третата.
3. Отделни индивиди показват още от самото начало висока резултатност, която се запазва непроменена.

Тези изведени зависимости и изследване на причините за тях налагат следните изводи:
1. Тренировките по стрелба в полицейските стрелбища са не само безполезни, но и в определена степен вредни.
2. Влиянието на психическия елемент е значително и не бива да се подценява.
3. Въпросните индивиди са просто почитатели на каубойските филми и са практикували стрелба от кръста без премерване самостоятелно.

По късно са проведени значително количество експерименти и допитвания с полицейски служители и са изведени основните правила и тактика на интуитивната стрелба, които резултатно са приложени на практика първоначално в САЩ и по-късно по цял свят.

## Тактика за водене на интуитивна стрелба
1. Реалните престрелки се водят в 90 процента от случаите на къса дистанция от 1 до 9 метра. Изводът е, че не е нужно премерване и е сравнително лесно да се развие висока точност при стрелба от кръста.
2. Отчитайки дърпането и ритането на оръжието, ако противникът е десничар, изстрелът му ще попадне леко горе и вляво, което налага лека крачка вдясно и снижаване при водене на интуитивната срелба.
3. По-голяма част от реалните престрелки приключва до 3 секунди, което налага максимално бързото провеждане на стрелбата без оглед на точността.
4. Последователното попадение на два куршума в целта предизвиква застъпване на ударнате вълни в тялото, което увеличава силно така наречения спиращ ефект.
5. Увеличаването на степента на деформация на куршума намалява степента на пронизване и увеличава спиращия ефект, което налага употребата на по-пластични материали за куршумите като олово или пластмаса, което от своя страна намалява опасността от случайни наранявания, предизвикани от рикошет.
6. Рязко се намалява ефективността на интуитивната стрелба при намаляване площта на мишената, което налага по възможност лягане на земята или заставане на коляно.
7. Ако оръжието е допряно до тялото на противника, скоростта на реакция (не по малко от 0,5 сек.) не е достатъчна за провеждане на изстрел при внезапна атака. Това от своя страна налага арестите да се извършват, като полицейският служител държи оръжието близко до своето тяло и поне на половин метър от задържания. Както и високата трудност за провеждане на изстрел по време на произнасяне на дума (психичен феномен), налагат минимално говорене преди пълното обезвреждане на задържания.
8. Физическите и психически особености на противника (приети наркотици, изключителна физическа и психическа издръжливост, мотивация) да понася наранявания (регистриран е случай на престъпник, който с над 40 куршума в тялото, включително в главата и сърцето, е продължил стрелбата и почти напълно е елиминирал обградилата го група от 20 полицейски служители), налагат спазването на крайна предпазливост.
9. Използване на дулния пламък.

## Техника на интуитивната стрелба
Методи за тренировки и начините за повишаване на резултатите, включват упражнения за увеличаване на точността и бързината, както и усвояването на правилната постановка на тялото и извършваните защитни движения.
1. Избиране на подходящ кобур:
  1. открит на бедрото, тип каубойски, средно време нужно за провеждане на първия изстрел при подаден сигнал: 0,6 сек.
  2. на кръста закрит, тип полицейски, средно време нужно за провеждане на първия изстрел при подаден сигнал: 1,2 сек.
  3. под мишницата, тип бодигард, средно време нужно за провеждане на първия изстрел при подаден сигнал: 1,8 сек.
2. Дублети
3. Максимална бързина на стрелбата, за изпразване на пълнител са нужни не повече от 2–3 сек.
4. Добре отиграни движения на вадене на оръжието:
  1. стрелящата ръка да достигне максимално бързо до кобура, ако се налага с предшестващо поддигане/отваряне на дреха
  2. откопчаване на кобура
  3. сваляне на предпазителя в движение със стрелящата ръка
  4. поставяне на оръжието на нивото на кръста, като през това време нестрелящата ръка извършва зареждане, прикриваща оръжието с лакът към противника от посегателство.
  5. провеждане на първи дублет.
  6. извършване на съответните съобразени с обстановката стъпки (вляво, вдясно, напрад или назад)
  7. тялото заема нужната позиция
  8. след изпразване на пълнителя, евентуално прикриване зад солиден обект и последващо презареждане или използване на допълнителното оръжие.